# Cortinicara bhutanica
Cortinicara bhutanica là một loài bọ cánh cứng trong họ Latridiidae. Loài này được Johnson miêu tả khoa học năm 1977.